# Nuoto ai Giochi della XVII Olimpiade - Staffetta 4x200 metri stile libero maschile
La competizione della staffetta 4x200 metri stile libero maschile di nuoto ai Giochi della XVII Olimpiade si è svolta nei giorni 29 agosto e 1º settembre 1960 allo stadio Olimpico del Nuoto di Roma.

## Programma
| Data         | Round      | Note                           |
| ------------ | ---------- | ------------------------------ |
| 29 agosto    | 2 Batterie | I migliori 8 tempi alla finale |
| 1º settembre | Finale     |                                |

## Risultati

### Batterie
| Pos. | Nazione          | Atleti                                                                  | Tempo  | Posizione Finale |
| ---- | ---------------- | ----------------------------------------------------------------------- | ------ | ---------------- |
| 1    | Giappone         | Makoto Fukui Hiroshi Ishii Tsuyoshi Yamanaka Tatsuo Fujimoto            | 8'17"1 | 1                |
| 2    | Gran Bretagna    | Hamilton Milton John Martin-Dye Richard Campion Ian Black               | 8'26"9 | 4                |
| 3    | Unione Sovietica | Gennadij Nikolaev Vitalij Sorokin Boris Nikitin Serhiy Tovstoplet       | 8'30"6 | 7                |
| 4    | Svezia           | Bengt-Olov Almstedt Lars-Erik Bengtsson Bengt Nordwall Per-Ola Lindberg | 8'30"6 | 8                |
| 5    | Polonia          | Andrzej Salamon Bernard Aluchna Jerzy Tracz Jan Lutomski                | 8'32"0 | 9                |
| 6    | Francia          | Jean-Pascal Curtillet Gérard Gropaiz Marc Kamoun Jean Boiteux           | 8'41"2 | 12               |
| 7    | Svizzera         | Peter Bärtschi Rainer Goltzsche Karl Fridlin Hans-Ulrich Dürst          | 9'18"1 | 15               |

| Pos. | Nazione     | Atleti                                                      | Tempo  | Posizione Finale |
| ---- | ----------- | ----------------------------------------------------------- | ------ | ---------------- |
| 1    | Stati Uniti | George Harrison Bill Darnton Tom Winters Steve Clark        | 8'18"0 | 2                |
| 2    | Australia   | David Dickson John Devitt John Rigby Allan Wood             | 8'24"2 | 3                |
| 3    | Germania    | Frank Wiegand Gerhard Hetz Hans Zierold Hans-Joachim Klein  | 8'29"4 | 5                |
| 4    | Finlandia   | Ilkka Suvanto Kari Haavisto Stig-Olof Grenner Karri Käyhkö  | 8'29"7 | 6                |
| 5    | Ungheria    | György Müller László Lantos Gyula Dobay József Katona       | 8'32"6 | 10               |
| 6    | Italia      | Fritz Dennerlein Bruno Bianchi Angelo Romani Paolo Galletti | 8'38"1 | 11               |
| 7    | Jugoslavia  | Milan Jeger Slobodan Kićović Vlado Brinovec Veljko Rogošić  | 8'49"8 | 13               |
| 8    | Messico     | Raúl Guzmán Alfredo Guzmán Jorge Escalante Mauricio Ocampo  | 8'50"4 | 14               |

### Finale
| Pos.    | Nazione          | Atleti                                                                   | Tempo  |
| ------- | ---------------- | ------------------------------------------------------------------------ | ------ |
| Oro     | Stati Uniti      | George Harrison Richard Blick Michael Troy Jeff Farrell                  | 8'10"2 |
| Argento | Giappone         | Makoto Fukui Hiroshi Ishii Tsuyoshi Yamanaka Tatsuo Fujimoto             | 8'13"2 |
| Bronzo  | Australia        | David Dickson John Devitt Murray Rose John Konrads                       | 8'13"8 |
| 4       | Gran Bretagna    | Hamilton Milton John Martin-Dye Richard Campion Ian Black                | 8'28"1 |
| 5       | Finlandia        | Ilkka Suvanto Kari Haavisto Stig-Olof Grenner Karri Käyhkö               | 8'29"7 |
| 6       | Svezia           | Sven-Göran Johansson Lars-Erik Bengtsson Bengt Nordwall Per-Ola Lindberg | 8'31"0 |
| 7       | Germania         | Frank Wiegand Gerhard Hetz Hans Zierold Hans-Joachim Klein               | 8'31"8 |
| 8       | Unione Sovietica | Igor' Lužkovskij Gennadij Nikolaev Vitalij Sorokin Boris Nikitin         | 8'32"2 |